# Philopœmen

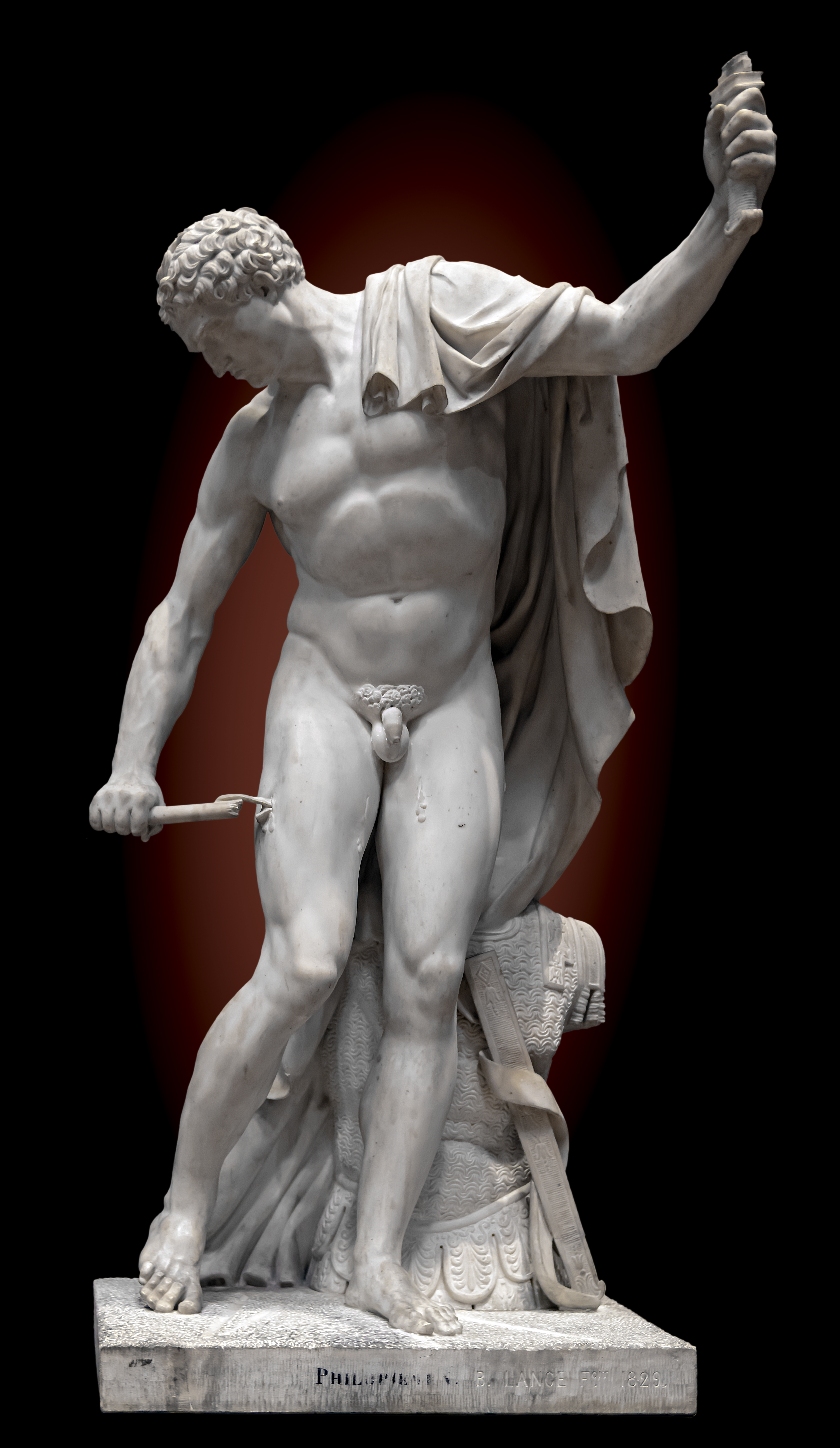
Philopœmène à Sellasie par Bernard Lange
Musée des Augustins de Toulouse.

Philopœmen, Philopœmène, Philopoimen ou Philopoïmène, en grec ancien Φιλοποίμην / Philopoímên, né vers 253 av. J.-C. à Mégalopolis et mort en 183 ou 182 av. J.-C. à Messène, est un homme d'État et général grec, nommé stratège de la Ligue achéenne à huit reprises. Sa valeur militaire, son désintéressement et ses vertus civiques lui ont valu, aux dires de Plutarque, d’être surnommé par les Romains « le dernier des Grecs ». Pausanias a écrit de lui qu'« après sa mort, la Grèce a cessé tout à fait de produire de grands hommes ».

## Biographie

### Origine et débuts

La Grèce et le monde égéen vers 200 av. J.-C..

Né à Mégalopolis en Arcadie vers 253, il descend de Craugis, riche et noble citoyen. Orphelin, il est élevé par un ami de son père, nommé Cléandre, un citoyen de Mantinée qui lui donne une éducation soignée. Le jeune Philopœmen se passionne pour l'art militaire et prend pour modèle le Thébain Épaminondas,. Attiré dès son jeune âge par l'éducation physique, il s'entraîne à la fatigue et aux privations en allant vivre au milieu des paysans et des bergers, d'où son nom. De cette enfance champêtre, il garde l'habitude de toujours porter des vêtements d'une grande simplicité. Il a pour précepteurs Ecdémos et Démophane, platoniciens disciples d'Arcésilas de Pitane et originaires comme lui de Mégalopolis.

### Bataille de Sellasie (222)
En 222, Philopœmen joue un rôle remarqué dans la victoire des troupes macédoniennes d'Antigone III Doson à la bataille de Sellasie, où il est blessé à la cuisse et à l'issue de laquelle le roi de Sparte Cléomène III est vaincu. Il refuse peu après la proposition d'Antigone de le suivre en Macédoine et de se mettre à son service. En 221, il se rend en Crète et commande pendant dix ans une troupe de mercenaires dans le cadre de la guerre entre Lyttos et Cnossos. Devenu quadragénaire, il rentre en Arcadie en 210. Il est nommé stratège de la Ligue achéenne deux ans plus tard, devenant ainsi, après Aratos mort depuis peu, le second dirigeant d'importance de cette ligue dont il réorganise l'armée selon le modèle de la phalange macédonienne,. Il remporte en 208 une victoire sur les Étoliens et les Éléens à Larissa, en Thessalie. 

### Bataille de Mantinée (207)
Il se lance dans une politique de primauté de la Ligue dans le Péloponnèse, se heurtant ainsi à Sparte, qui aspire au même but. Il remporte contre les Spartiates une victoire décisive à la bataille de Mantinée en 207, et tue de sa main le tyran de Sparte Machanidas. Une statue de bronze est érigée à son effigie à Delphes après cette victoire. Il bat peu après le nouveau tyran de Sparte, Nabis.
Après avoir été commandant en chef de l'armée de Gortyne, en Crête, entre 199 et 193, Philopœmen, alors quinquagénaire, retourne en Arcadie. Il est sans doute rappelé afin de lutter contre Nabis, dont les troupes saccagent l'Arcadie et menacent la cité de Mégalopolis. Il est réélu dès 192 à la tête de la Ligue achéenne. 

### Lutte contre Sparte
Philopœmen est chargé de lutter contre Nabis afin de l'empêcher de reconquérir le littoral laconien. Vaincu en 192 lors d'une bataille navale, il assiste impuissant à la chute de Gytheion. Pris dans une embuscade alors que l'armée achéenne marche en direction de Sparte, Philopœmen parvient à retourner la situation et écrase les troupes lacédémoniennes. Il effectue un retour triomphal dans sa patrie et apprend peu de temps après l’assassinat de Nabis par Aleximène, son allié étolien. Il s'empare de Sparte par surprise et force la cité à intégrer la Ligue achéenne. 
En 189, sur les conseils de Philopœmen, la Ligue déclare à nouveau la guerre contre Sparte afin de soumettre la cité définitivement. Au printemps 188, une armée achéenne, sous les ordres de Philopœmen, est dirigée contre Lacédémone. Les exilés spartiates qui accompagnent le détachement provoquent une insurrection dans la cité. La paix est rétablie par Philopœmen qui, en contrepartie, traite Sparte avec sévérité : les murs sont abattus, les exilés sont rappelés, les institutions de Lycurgue sont abolies, les hilotes sont libérés et dispersés, et les esclaves de Sparte vendus au profit de la Ligue,. Cette politique lui vaut l'hostilité de Rome.

### Dernière campagne contre Messène
En 184, la Ligue achéenne doit faire face au soulèvement de Messène, avec à sa tête Dinocrate, probablement soutenu par Flamininus. Philopœmen, âgé de plus de soixante-dix ans, est nommé stratège pour la huitième fois. Après un combat livré contre les troupes de Dinocrate, Philopœmen est fait prisonnier et envoyé à Messène. Il meurt empoisonné, de gré ou de force.
Une armée achéenne, sous les ordres de Lycortas, le père de l'historien Polybe, est immédiatement envoyée en Messénie. La cité ouvre ses portes aux Achéens et Dinocrate est contraint au suicide. Les cendres de Philopœmen, portées par Polybe, sont rapatriées à Mégalopolis, où les honneurs funèbres lui sont rendus.

## Historiographie
La source principale concernant Philopœmen est l’œuvre de l'historien Polybe, qui est aussi l'un de ses contemporains. Son œuvre, en partie perdue, est néanmoins partiale et il se montre particulièrement favorable au stratège. Son père, Lycortas, fut d'ailleurs l'ami de Philopœmen. Polybe est également l'auteur d'une biographie du stratège achéen, aujourd'hui perdue, intitulée Éloge de Philopœmen. Tite-Live, Plutarque et Pausanias se sont le plus souvent inspirés de son récit.

## Famille
Sa fille épouse Damokrates, donc il a deux petites filles, une certaine Megakleia, prêtresse d'Aphrodite, et une autre qui épouse Trearidas, frère ainé de l'historien Polybe.